# Diocletianus-palatsets källare

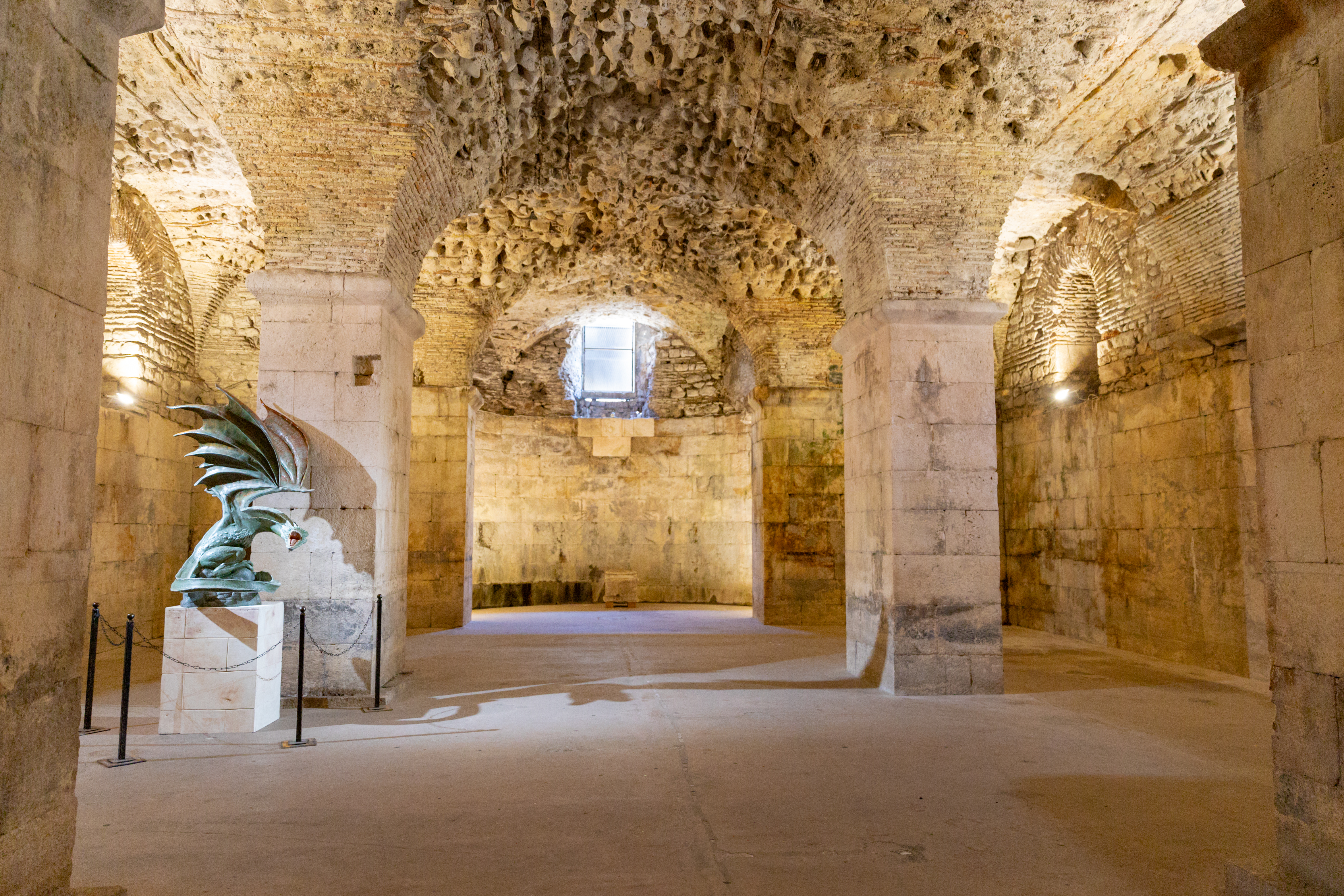
Del av Diocletianus-palatsets källare år 2019.

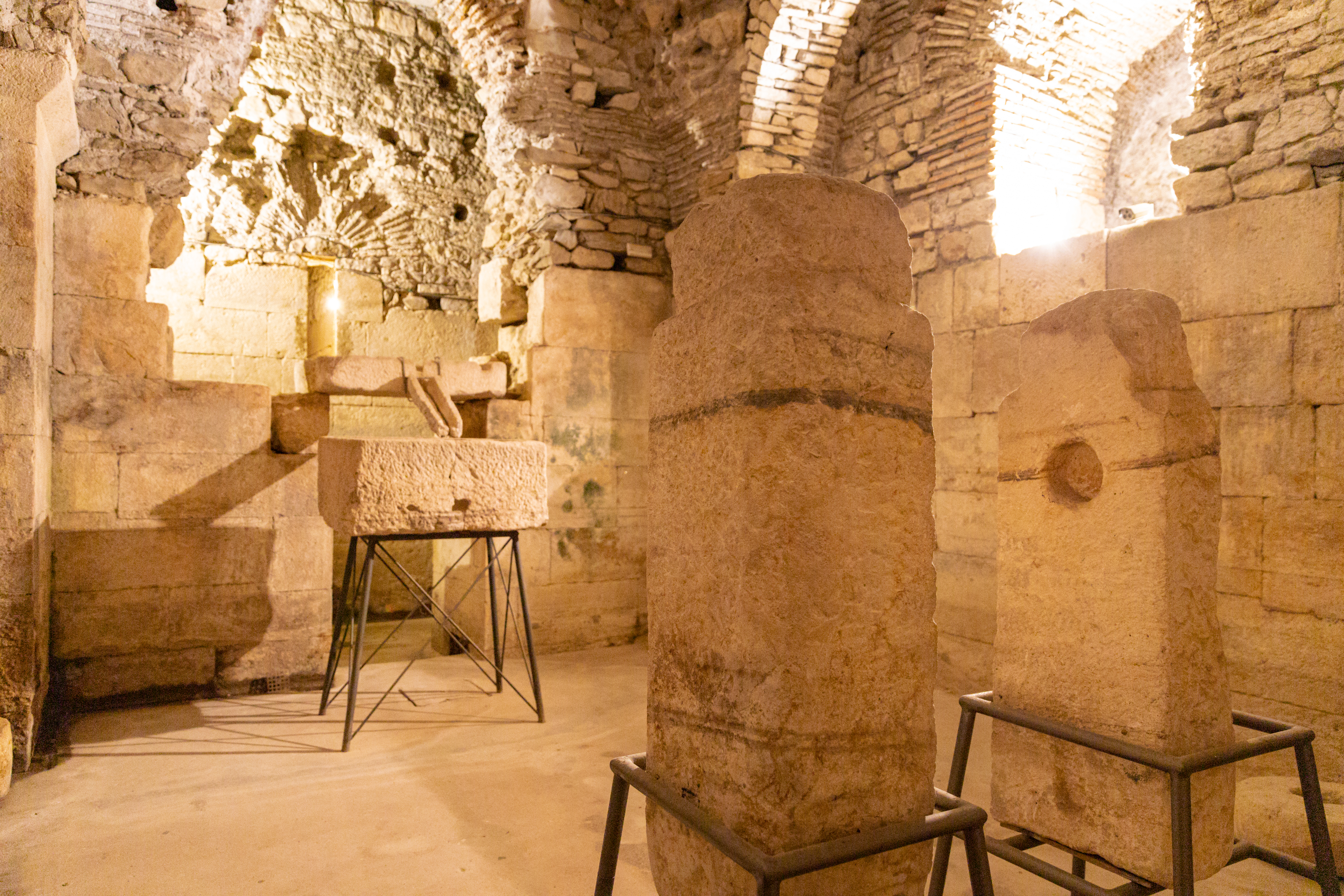
Utrustning för olivoljeproduktion i Diocletianus-palatsets källare år 2019.

Diocletianus-palatsets källare (kroatiska: Podrumi Dioklecijanove palače) är det täckta och delvis underjordiska utrymmet i den södra delen av Diocletianus palats i Split i Kroatien. Källaren är som en del av det antika världsarvslistade romerska palatset en av staden Splits sevärdheter och representerar i sig självt ett av de bäst bevarade exemplen av denna konstruktionstyp i världen. Palatsets källarytor används idag bland annat som marknadsplats, utställningslokal och teaterscen. Entréer till källaren finns vid Mässingsporten och Peristylen.

## Historik
Diocletianus-palatsets källare anlades åren 295–305 och täcker cirka 1/4 av dess undre yta. Konstruktionen anlades innan palatset och utformades efter terrängen som geografiskt sluttade mot havet i söder. Källarens arkitektoniska syfte var att bära upp palatset i den södra delen och jämna ut det med den norra delen.  Den norra delen av det monumentala palatset var avsedd att rymma soldater och personal medan den södra var ämnad som kultplats och kejsarens privata bostadsyta. Genom att utjämna den södra med den norra delen av palatset hamnade de kejserliga kamrarna på en högre nivå vilket skyddade dem från havsvatten och fuktinträngning.  Samtidig skapades en källaryta som användes till att härbärgera bland annat livsmedel och vin.
Arkeologiska utgrävningar och forskning visar att det på platsen för källaren finns äldre strukturer som föregick palatset med två århundraden. Dessa äldre strukturer innefattar bland annat grunderna efter byggnader från den tidiga kejsartiden, samtida dekorativa element, brunnar samt resterna efter en kultplats och ett nymfeum.
Under den tidiga medeltiden besattes palatset av flyktingar från det raserade Salona och andra människor som sökte skydd bakom dess starka murar. De tidigare kejserliga kamrarna byggdes om till bostäder och delar av källaren blev bostadsområde. Inflyttningen av människor i palatset blev startskottet för Splits urbana utveckling. I delar av källaren har arkeologer funnit vin- och oljepressar som visar hur de nyinflyttade anpassade palatset efter sina levnadsbehov. Andra fynd visar att källarna senare användes som vattenlagringsanläggning. Ovanför källarens östra del fanns tidigare Sankt Klaras kloster och klosterkyrka. Klostret tros ha förstörts sedan den östra delen av källaren kollapsat. Med tiden blev källaren allt mindre viktig och människor bosatta i palatsets övre delar fyllde igen den med diverse avfall. 
På 1800-talet inleddes arbetet med att gräva fram, rensa upp och tömma Diocletianus-palatsets källare. Arbetena fortsatte på 1950-talet och år 1959 öppnades källarens västra del för allmänheten. Efter ett omfattande restaurerings- och konserveringsarbete öppnades så även den östra delen år 1996.